# University of California, Santa Barbara

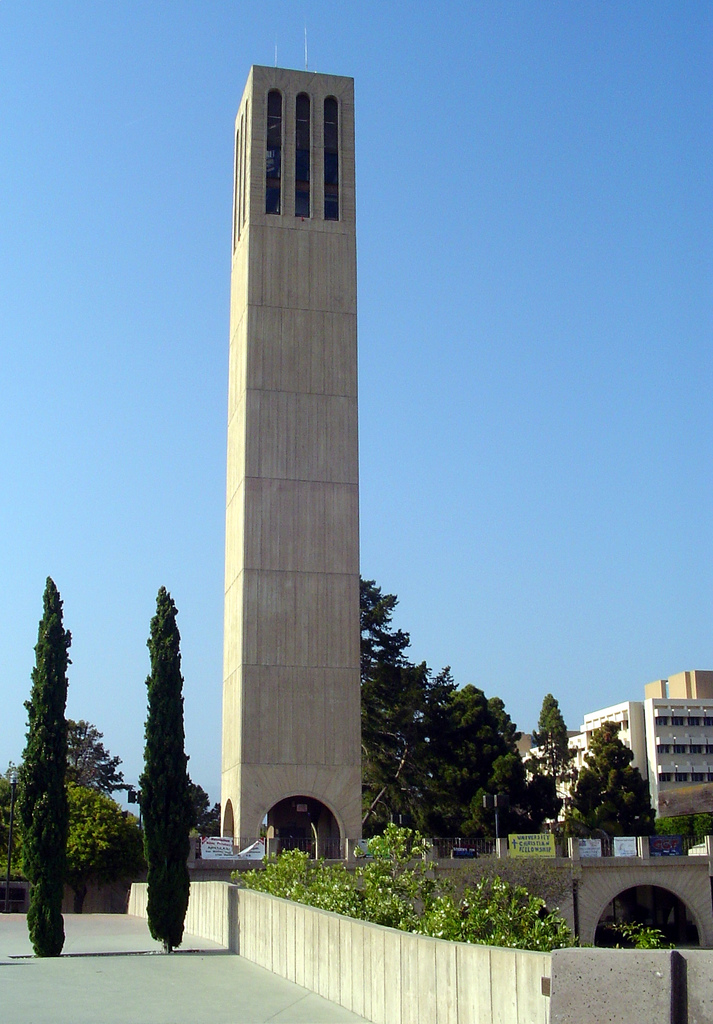
Storke Tower, UCSB

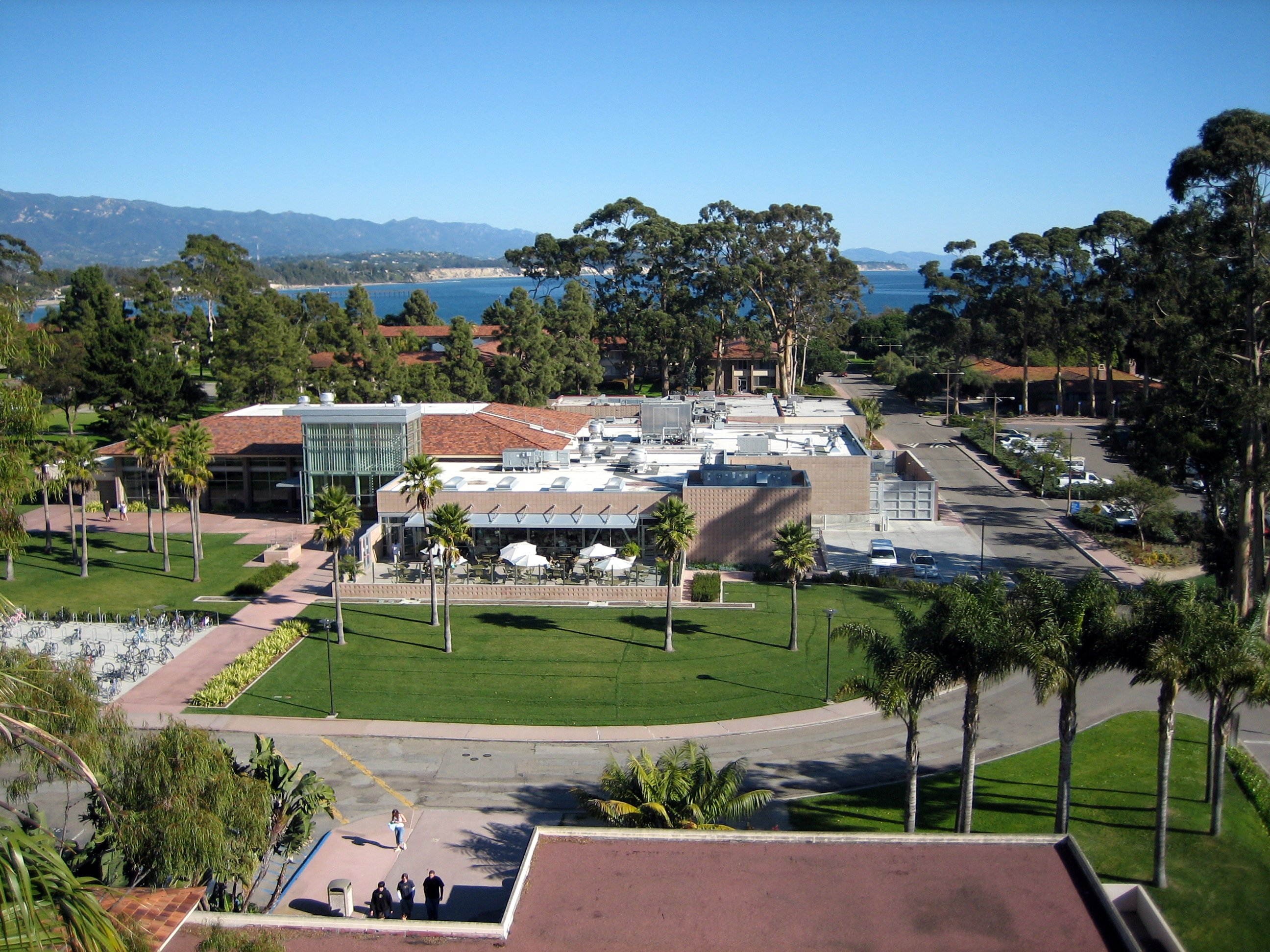
Campus

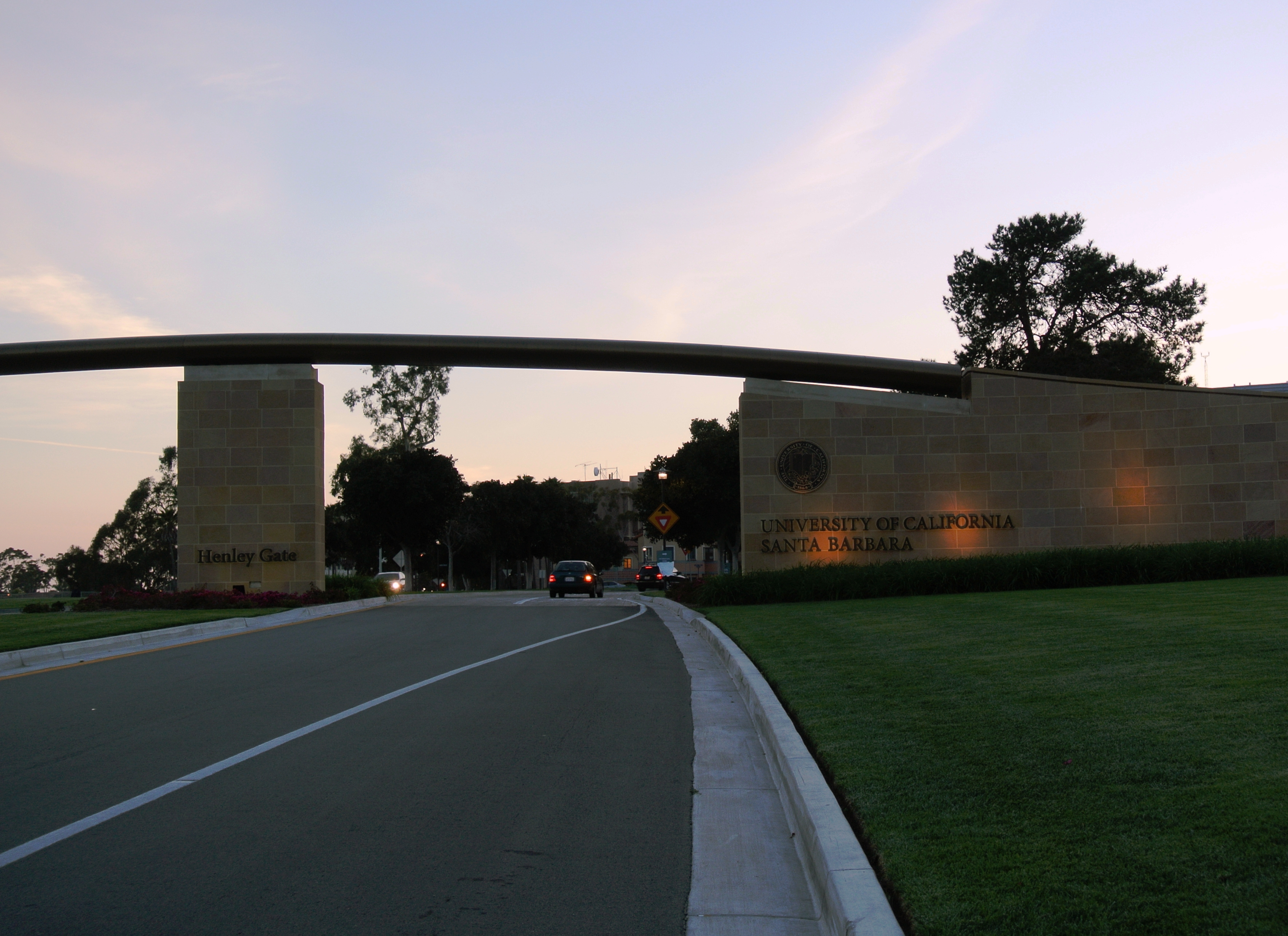
Henley Gate (östlicher Eingang)

Die University of California, Santa Barbara (UCSB; deutsch Universität von Kalifornien, Santa Barbara) ist eine Forschungsuniversität und eine der 10 Universitäten des University of California Systems. Der Campus befindet sich am US-Highway 101 nahe Goleta, einem etwa 10 Kilometer westlich gelegenen Vorort von Santa Barbara.
Die UCSB gehört zu den Public Ivy Universitäten, welche für exzellente Forschungsleistungen und eine qualitativ hochwertige Lehre stehen. Die Universität ist in fünf Colleges unterteilt und bietet mehr als 200 Studiengänge an. Die UCSB gehört zu den fünf besten öffentlichen Universitäten in den USA. Im National Universities belegte die UCSB den 37. Platz und den 24. Platz unter den besten globalen Universitäten nach dem Ranking 2018 von U.S. News & World Report. Im Times Higher Education World University Rankings erreichte die UCSB 2018 den 53. Platz und den 45. Platz im Academic Ranking of World Universities in 2017.
Die UC Santa Barbara hat zwölf nationale Forschungszentren, darunter das renommierte Kavli-Institut für theoretische Physik und das Center for Control, Dynamical-Systems and Computation (CCDC-UCSB). Aktuell forschen und lehren an der UCSB sechs Nobelpreisträger, ein Fields-Medaillenträger, 39 Mitglieder der National Academy of Sciences, 27 Mitglieder der National Academy of Engineering und 34 Mitglieder der American Academy of Arts and Sciences.
Die UCSB ist Mitglied der Association of American Universities, einem seit 1900 bestehenden Verbund führender forschungsintensiver nordamerikanischer Universitäten. 2017 waren 23.497 Studenten eingeschrieben.
Zu statistischen Zwecken wurde die Universität als census-designated place (CDP) mit 9710 Einwohnern (Stand: 2020) erfasst.

## Geschichte
1891 wurde die kleine Anna Blake School zur Lehrerausbildung gegründet. 1944 wurde sie in den Verbund der University of California aufgenommen. Von 1944 bis 1958 war der Name Santa Barbara College of the University of California.
Die UCSB nahm 1969 am Arpanet teil, dem Vorläufer des heutigen Internet. Damit gehört sie zusammen mit drei anderen Forschungseinrichtungen zu den ersten vier Teilnehmern, die mit Internet-Technologie miteinander verbunden wurden.

## Sport
Die Sportteams nennen sich die Gauchos. Die Universität ist Mitglied der Big West Conference.

## Sonstiges
Mit dem Isla Vista Beach und dem Goleta Beach sind dem Campus im Süden zwei eigene, am Pazifik gelegene Sandstrände angeschlossen. Im Norden befinden sich zwei Golfplätze. Der Campus ist durch den städtischen Flughafen von Santa Barbara an den nationalen Luftverkehr direkt angeschlossen.
Die Universität veranstaltet seit 2001 regelmäßig den IT-Sicherheitsbewerb International Capture The Flag (iCTF), bei dem Universitäten aus der ganzen Welt teilnehmen.

## Persönlichkeiten

### Professoren
- Nobelpreisträger
  - David Gross (* 1941), Nobelpreisträger, Physik 2004
  - Alan Heeger (* 1936), Nobelpreisträger, Chemie 2000
  - Walter Kohn (1923–2016), Nobelpreisträger, Chemie, 1998
  - Herbert Kroemer (1928–2024), Nobelpreisträger, Physik, 2000
  - Finn Kydland (* 1943), Nobelpreisträger, Ökonomie 2004
  - Shuji Nakamura (* 1954), Nobelpreisträger, Physik 2014

- Weitere derzeitige und ehemalige Professoren
  - Leda Cosmides (* 1957), Kognitions- und Evolutionspsychologin
  - Richard Exner (1929–2008), Literaturwissenschaftler
  - Brian Fagan (1936–2025), Anthropologe
  - Michael Gazzaniga (* 1939), Neurologe
  - Stefan Thomas Gries, Linguist
  - Garrett Hardin (1915–2003), Human Ecology
  - Harold Marcuse (* 1957), Historiker
  - Shuji Nakamura (* 1954), Materialwissenschaftler
  - Paul Orfalea (* 1947), Gründer von Kinko’s
  - Ralph G. Pearson (1919–2022), Chemiker
  - John Tooby (1952–2023), Anthropologe und Evolutionspsychologe
  - Ernst Ulrich von Weizsäcker (* 1939), Umweltwissenschaftler
  - William W. Murdoch, Ökologe

## Sonstige Mitarbeiter und Gastdozenten
- Dana DeArmond (* 1979), Gastdozentin, Pornodarstellerin
- Barbara DeWolfe (1912–2008), Ornithologin und Hochschullehrerin

### Absolventen
(Auswahl)
- Steve Aoki (* 1977), amerikanischer Electro-House-DJ und Musikproduzent
- Robert Ballard (* 1942), Ozeanograph, entdeckte die Titanic
- Benjamin Bratt (* 1963), Schauspieler
- Leroy Chiao (* 1960), Astronaut
- Bernd Jürgen Fischer (* 1952), Albanologe
- Oliver Günther (* 1961), Wirtschaftsinformatiker, Präsident der Universität Potsdam
- Jack Johnson (* 1975), Musiker
- Jason Lezak (* 1975), Olympiasieger (Schwimmen)
- José Hernández (* 1962), Astronaut
- Philipp Richardsen (* 1976), Musiker
- Todd Rogers (* 1973), Olympiasieger und Weltmeister (Beachvolleyball)
- Barry Zito (* 1978), Baseballspieler